# Batman i Mr. Freeze: Subzero
Batman i Mr. Freeze: Subzero lub Batman kontra Mr. Freeze (ang. Batman & Freeze: SubZero, 1998) – amerykański pełnometrażowy film animowany, oparty na serialu Batman z 1992 roku.

## Opis fabuły
Mr. Freeze, aby utrzymać w stanie hibernacji swoją żonę, potrzebuje transfuzji narządów. Jednak okazuje się, że kandydatką zgłoszoną w banku organów jest Barbara Gordon. Batman wraz z Robinem wyruszają na ratunek Barbarze.